# Duke (langue)
Le duke (ou kolombangara, ou ndughore ou nduke) est une des langues de Nouvelle-Irlande parlée par 2 310 locuteurs dans la Province occidentale, sur l'île de Kolombangara. Il est proche du lungga et du roviana.